# Wielki piec

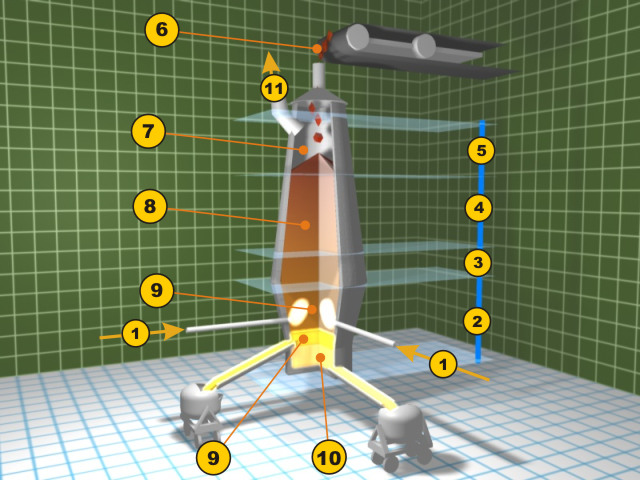
Legenda:
1. Nadmuch gorącego powietrza
2. Strefa topienia
3. Strefa redukcji FeO
4. Strefa redukcji Fe_{2}O_{3}
5. Strefa wstępnego nagrzewania
6. Zasilanie pieca wsadem
7. Gazy wylotowe
8. Kolumna wsadu
9. Żużel
10. Surówka
11. Wylot gazu wielkopiecowego

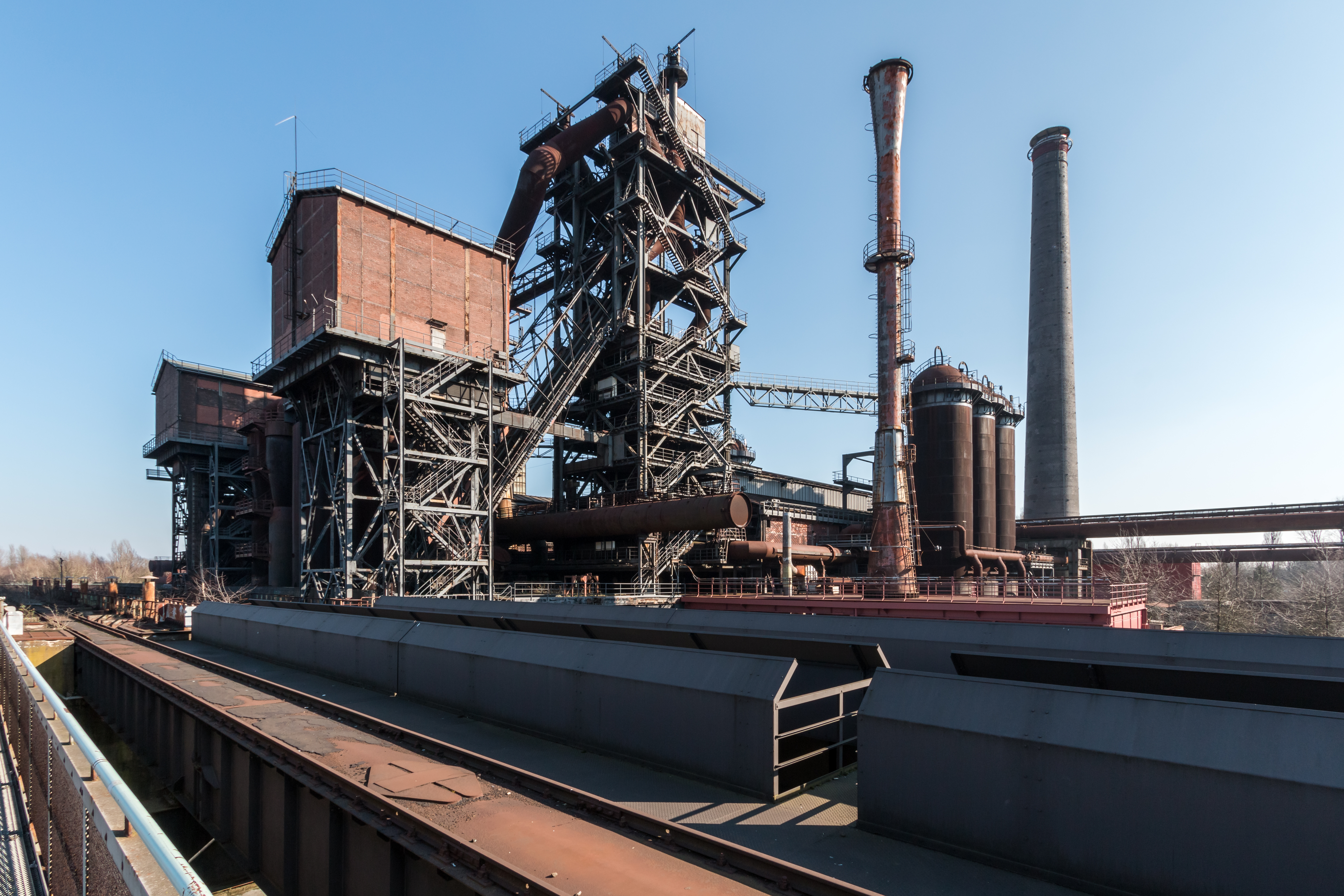
Wielki piec w zakładach w Duisburgu

Wielki piec – piec szybowy do wytapiania surówki ze wsadu składającego się z rudy żelaza z dodatkiem koksu i topników.

## Opis
Wielki piec ma gruszkowaty kształt dwóch stożków ściętych złączonych podstawami. Cała konstrukcja ma około 40 metrów wysokości. Wsad zasypuje się od góry, przez zamykany otwór zwany gardzielą. Część pieca tworzona przez górny stożek nazywa się szybem i jest zasobnikiem surowca. Koks pełni rolę paliwa oraz reduktora tlenków żelaza. Proces palenia podtrzymywany jest powietrzem wtłaczanym szeregiem dysz usytuowanych na poziomie złączenia podstaw stożków. Topniki ułatwiają oddzielenie od metalu zawartych w rudzie zanieczyszczeń i skały płonnej (nieużytecznej części kopaliny). Stopiony metal zwany surówką zbiera się w części tworzonej przez stożek dolny zwanej garem. Niepożądane składniki wsadu w wyniku reakcji z topnikami i tlenem z atmosfery pieca tworzą żużel, który również spływa do gara i, jako lżejszy, unosi się na powierzchni surówki. Co pewien czas surówka i żużel odprowadzane są z pieca przez oddzielne otwory spustowe. Wydajność wielkiego pieca to 2 do ponad 10 tysięcy ton surówki na dobę. Oprócz żużla produktem ubocznym jest gaz wielkopiecowy, będący mieszaniną tlenku węgla, azotu i dwutlenku węgla. Gaz ten, spalany w nagrzewnicach, służy do ogrzewania wdmuchiwanego powietrza, co znacznie podnosi efektywność procesu. 
Wielki piec pracuje w procesie ciągłym, od rozpalenia do wygaszenia pieca upływa kilka lat, a przerwanie pracy jest zwykle wymuszone uszkodzeniem wyłożenia ogniotrwałego.

## Historia
Zasada pracy i konstrukcja wielkiego pieca wywodzi się z dymarki. Przyjmuje się, że pierwsza konstrukcja, którą można by nazwać wielkim piecem, powstała około 1400 roku. Drogą eksperymentów zmieniano kształt i wymiary, węgiel drzewny, który był początkowo stosowany jako paliwo zastąpiono koksem (1735, Abraham Darby). Istotnym usprawnieniem było też zastosowanie nadmuchu gorącym powietrzem (1828) w miejsce nadmuchu powietrzem nieogrzanym.
Rozmiary
Przykładowy piec w Hucie Katowice ma 41 m wysokości, a z osprzętem odpowiedzialnym za wsad - 97 m. Takie rozmiary pozwalają uzyskać w jednym procesie ok. 300 ton surówki.

## W heraldyce
Element wielkiego pieca w heraldyce:

Herb miasta Salzgitter